# Heinrich Tønnies
Johan Georg Heinrich Ludwig Tønnies, født Tönnies (10. maj 1825 i Grünenplan, Braunschweig, Tyskland – 11. december 1903 i Aalborg) var en tyskfødt dansk fotograf.
Tønnies var uddannet som glassliber og -maler og var fra 1847 bosat i Danmark. Han lærte daguerrotypi fra C. Fritsche i Aalborg og Wilhelm Schrøder i København og etablerede sig i 1856 som portrætfotograf i Aalborg. Han afveg i sin produktion fra tidens klassiske visitkortfotografi, idet hans portrætter var mere uformelle og viste folk i arbejdstøj. Han fotograferede også soldater, bl.a. på vej til den 2. slesvigske krig i 1864.
Derudover frembragte han også mange topografiske fotografier fra området, bl.a. opførelsen af den første jernbanebro over Limfjorden i 1874. Han efterlod 170.000 plader ved sin død. Firmaet Atelier H. Tønnies eksisterede helt til 1974.
Der findes et par malede portrætter af Tønnies og hans hustru, som er i privateje, udført af Leopold Hartmann 1868 og 1869. Portrætterne blev – uidentificerede – solgt på Bruun Rasmussen Kunstauktioner 9. november 2009 som lot nr. 619
Han er begravet på Almen Kirkegård i Aalborg.